# Verein deutscher Viehversicherungsgesellschaften
Der Verein deutscher Viehversicherungsgesellschaften war eine am 9. April 1904 gegründete deutsche Versicherungsvereinigung. Dem Verband traten sofort neun Versicherungsvereine auf Gegenseitigkeit bei. Erst 1911 wurde mit der Perleberger Viehversicherungs-AG die erste Aktiengesellschaft für diesen Versicherungszweig umgewandelt und trat dem Verband bei.
Die Motivation für die Verbandsgründung war das Überwinden einer Spaltung des Wirtschaftszweiges, denn während einige Mitglieder Prämien erhoben, die im Schadensfall einen Nachschuss der Versicherten erforderten, forderten gleichzeitig andere Prämien, deren Bemessung so hoch war, dass ein Nachschuss im Allgemeinen nicht erforderlich war. Da der Verein beide Prämiensysteme zuließ, konnten die Gesellschaften sich auf den Erfahrungsaustausch und die gemeinsame Lobbyarbeit konzentrieren.
Gemeinsam mit anderen Versicherungsverbänden gehörte der Verein 1911 zu den Gründerverbänden des Reichsverbandes der Privatversicherung. Nach 1933 wurden die Verbände per Gesetz der meisten ihrer Aufgaben entäussert und 1934 die Reichsgruppe Versicherungen gebildet.